# Granulocyte-macrophage colony-stimulating factor receptor
Receptor faktoru stimulujícího kolonie granulocytů a makrofágů, známý také jako CD116 ( Cluster of Differentiation 116 ), je receptorem pro faktor stimulující kolonie granulocytů a makrofágů, který stimuluje produkci bílých krvinek. Na rozdíl od M-CSF a G-CSF, které jsou specifické pro danou linii, hraje GM-CSF a jeho receptor roli v dřívějších fázích vývoje. Receptor se primárně nachází na neutrofilech, eozinofilech a monocytech / makrofágech, je také na progenitorových buňkách CD34+ (myeloblastech) a prekurzorech erytroidních a megakaryocytických linií, ale pouze na počátku jejich vývoje.
Receptor má spojitost s poruchou metabolismu surfaktantu IV. typu v plicích.

## Struktura
Receptor faktoru stimulujícího kolonie granulocytů a makrofágů je heterodimer složený z alespoň dvou různých podjednotek; α řetězce a β řetězce, který je také přítomen v receptorech pro IL-3 a IL-5 . α podjednotka obsahuje vazebné místo pro faktor stimulující kolonie granulocytů makrofágů, ale váže se s ligandem pouze s nízkou afinitou. β řetězec se účastní signální transdukce a tvorby komplexu receptorů s vysokou afinitou spolu s α řetězcem. Kromě toho spojení α a β podjednotek vede k aktivaci receptoru.

### α řetězec
Gen pro řetězec α je v pseudoautosomální oblasti (PAR) chromozomů X a Y na jejich samém konci, poblíž oblastí telomer a také genů kódujících IL-3α, s nimiž sdílí některé podobnosti. Podél genu je několik transkripčních regulačních vazebných míst se společnými vazebnými motivy pro transkripční faktory, jako je GATA, C/EBP nebo NF-kB .
α řetězec je 80kDa transmembránový protein typu I složený ze 3 domén: extracelulární, transmembránové a cytoplazmatické. Zralý polypeptid obsahuje 378 aminokyselin - 298 aminokyselin v extracelulární doméně, 26 v transmembránové doméně, 54 v krátkém cytoplazmatickém ocasu plus 22 aminokyselin dlouhý signální peptidem, který se během translace odštěpí. Extracelulární doména obsahuje doménu cytokinového receptoru, která váže rozpoznávaný ligand svými cysteinovými zbytky, dále motiv WSXWS a 11 potenciálních N-glykosylačních míst pro oligosacharidy, které jsou důležité pro vazbu ligandu a signalizaci. Cytoplazmatická doména je složena z krátkého motivu bohatého na prolin a nemá žádnou vlastní enzymatickou aktivitu. Podobným motivem je také sekvence Box1 v β řetězci.

### β řetězec
β řetězec je zásadní pro zvýšení vazebné afinity k ligandu a přenáší signál aktivovaného receptorového komplexu. Je sdílen s dalšími cytokinovými receptory IL-3 a IL-5. Jeho poloha je na 22. chromozomu. Okolní sekvence poskytují vazebná místa pro několik regulačních transkripčních faktorů podobných těm pro α řetězec (GATA, C/EBP, NF-kB). β podjednotka tvoří 95 kDa zralý polypeptid dlouhý 800 aminokyselin se 3 doménami: extracelulární, transmembránovou a cytoplazmatickou. Extracelulární doména obsahuje domény hematopoetinu, známé také jako moduly cytokinových receptorů, které lze nalézt v jiných cytokinových receptorech (receptor růstového hormonu, receptor erytropoetinu). Ve vzdálenější části od membrány jsou typicky cysteinové zbytky tvořící disulfidové vazby, prolinový pár, který dělí extracelulární doménu na dvě subdomény podobné fibronektinu typu III se sedmi vláknovou strukturou β-barelu. V proximální oblasti membrány je pak motiv WSXWS jako v α řetězci. Cytoplazmatická doména slouží jako převodník signálu.

### Strukturní varianty
a řetězec může být modifikován post-transkripčně alternativním sestřihem vytvářením různých variant mRNA. Sestřih na 3´konci produkuje transkript, kde je 25 aminokyselin v C-koncové oblasti zcela nahrazeno 35 novými aminokyselinami. Takový protein je funkční, ale 10krát méně hojný. Jiná varianta sestřihu postrádá transmembránové i cytoplazmatické domény. Zbývající extracelulární doména působí jako rozpustný GM-CSFRa a byla identifikována v kostní dřeni, monocytech a makrofágech, placentě a choriokarcinomových buňkách. Sestřihové produkty na 5´konci byly nalezeny v primárních hematopoetických buňkách a blastech akutní myeloidní leukémie.
β podjednotku lze nalézt ve dvou odlišných izoformách: klasický celodélkový protein a alternativní forma s delecemi v transmembránové doméně. Výsledkem delecí je zkrácený peptid s 23 původními aminokyselinami v proximální cytoplazmatické oblasti u membrány a 23 novými aminokyselinami v C-koncovém ocasu. Tato kratší izoforma není schopna přenášet žádné signály, a proto působí jako negativní inhibitor. Významně zvýšená produkce je v blastech pacientů s akutní myeloidní leukémií.

## Přenos signálu
Po dimerizaci podjednotek a a β se podjednotka β fosforyluje na tyrosinových zbytcích ve své cytoplazmatické doméně, kde je mnoho oblastí účastnících se různých buněčných signálních mechanismů pro proliferaci, diferenciaci a přežití. Tvorba receptorového komplexu s vysokou afinitou zahrnuje specifické interakce mezi podjednotkami a ligandem. Interakce pak zprostředkovávají konformační změny a následnou aktivaci receptoru. Receptor je buď funkční v jediném heterodimeru α1β1 nebo v dimerizovaných komplexech α2β2 spojených intermolekulárními disulfidovými vazbami. Pro úplnou aktivaci je zásadní oligomerizace receptoru, je z ní formován hexamer složený ze dvou GM-CSF, dvou α a dvou β podjednotek nebo dodekamer, který je složen ze dvou hexamerů.
Fosforylace je zprostředkována tyrosinkinázami, členy rodiny Janus kináz (JAK), které jsou konstitutivně spojeny s cytoplazmatickou doménou. Aktivované kinázy pak fosforylují tyrosinové zbytky na cytoplazmatické doméně β podjednotky, čímž vytvářejí dokovací místa pro signální proteiny obsahující doménu Src homology 2 (SH2), jako jsou Shc a STAT. Tyto interakce spouštějí následné signální dráhy, v závislosti na umístění fosforylovaných tyrosinových zbytků v řetězci. Je známo, že membránová proximální část je zodpovědná za proliferaci aktivací STAT5 a c-myc. Membránově distální část je poté nutná pro diferenciaci a přežití prevencí apoptózy a aktivací drah MAPK a PI3K.

### Utlumení přenosu signálu
Současně s aktivací receptoru jde ruku v ruce i jeho utlumení, které brání nežádoucí nadměrné aktivaci. Kontrolní mechanismy jsou zaměřeny hlavně na inhibici aktivity JAK kinázy pomocí SHP-1 tyrosin fosfatázy s vazebnou doménou SH2 nebo členy rodiny SOCS, které také mají doménu SH2. Po přímé ligaci s JAK kinázou zprostředkovávají degradaci v proteazomu. Další možností utlumení je degradace fosforylované β podjednotky a následná internalizace komplexu receptor/ligand. Rychlost tohoto procesu pozitivně koreluje s množstvím komplexů ligand/receptor. Kromě toho po stimulaci β podjednotky množství mRNA kódující α řetězec klesá a naopak je zvýšená exprese rozpustné α podjednotky. Rozpustný GM-CSFRα potom spojuje volné ligandy s podobnou afinitou jako membránový receptor a brání vazbě GM-CSF na povrch buňky. GM-CSFRα lze také odštěpit z membránového receptoru.

## Role ve vývoji
Různá exprese podjednotek GM-CSFR na hematopoetických buňkách zprostředkovává zrání různých linií. Například v klidových hematopoetických kmenových buňkách je β řetězec exprimován na velmi nízkých úrovních a množství se zvyšuje během počáteční diferenciace erytroidních, megakaryocytárních, granulocytárních a monocytických linií. V prvních dvou zmíněných liniích exprese nakonec úplně zmizí, v granulocytech a monocytech přetrvává a během jejich diferenciace stále roste. U monocytů a hlavně neutrofilů receptor reguluje proliferaci, zrání a celkové přežití.
Kinetika receptoru v nezralých a zralých myeloidních buňkách v reakci na GM-CSF je snadno regulována internalizací nebo právě výše zmíněnou degradací a desenzitizací β podjednotky (zejména v dřívějším vývoji krvetvorby).